# قانون البناء

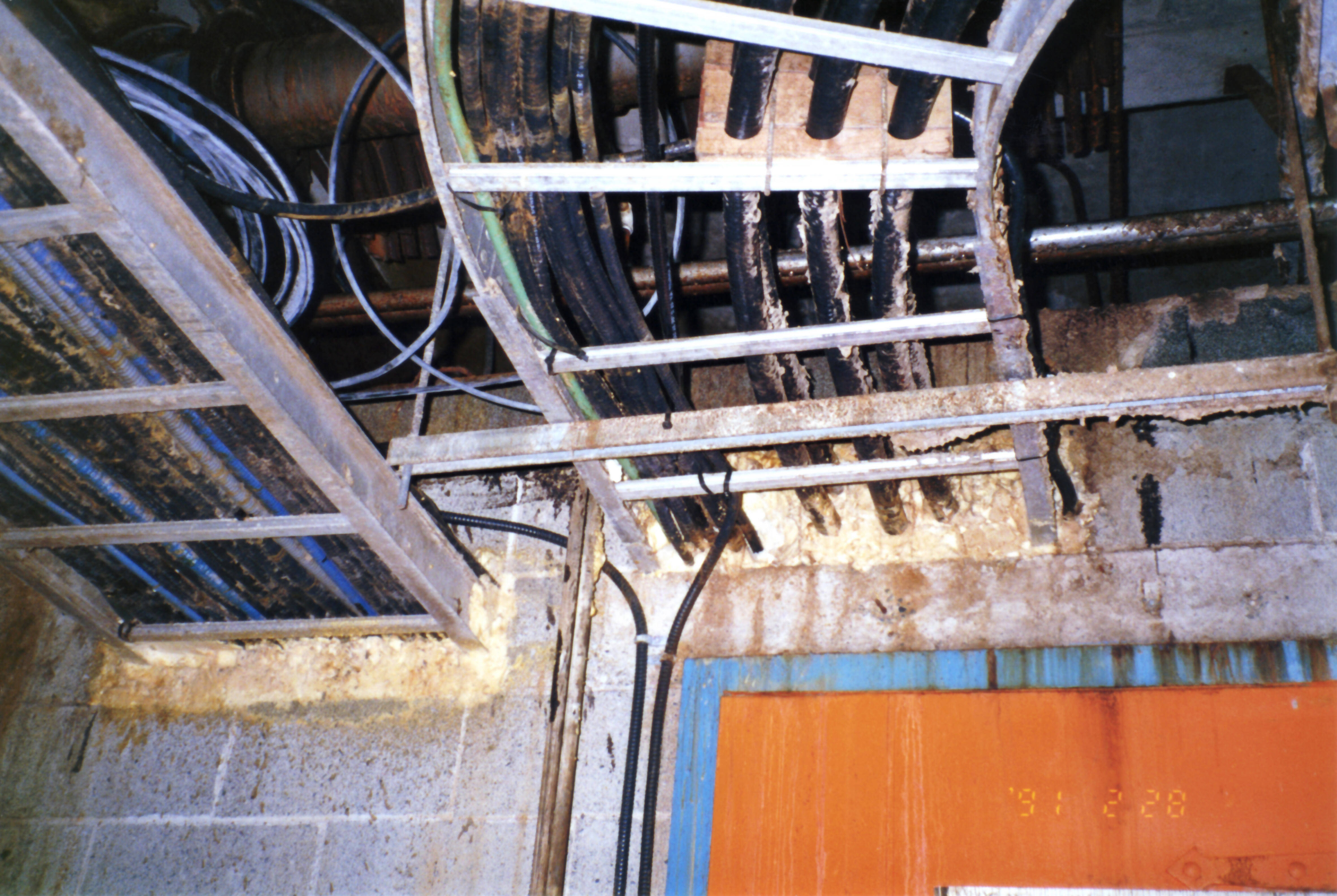
انتهاك القانون: يتم اختراق اللبنة الخرسانية عن طريق الصواني الحاملة للكابلات والكابلات. يجب أن يتم سد الفجوة لاستعادة معيار مقاومة الحريق الموجود بالجدار. وبدلًا من ذلك يتم ملؤها بـ البوليوريثين القابلية للاشتعال.

قانون البناء، أو مراقبة المباني هو مجموعة من القواعد التي من شأنها تحديد الحد الأدنى الذي يمكن قبوله لمستوى السلامة للأجسام المشيدة مثل المنشآت المبنية والمنشآت من غير المباني. والهدف الأساسي من تلك القوانين والقواعد حماية الصحة العامة وضمان الأمان والمصلحة العامة التي تتعلق بتشييد المباني والمنشآت. ويصبح قانون البناء قانونا صادرًا من ولاية اختصاص محددة عندما يتم تطبيقه رسميًا من قِبل السلطة المختصة.
ومن المفترض بشكل عام أن يتم تطبيق قوانين البناء من قِبل المخططين والمهندسين، على الرغم من أنه ليست هذه هي الحال في المملكة المتحدة؛ حيث يعمل مساحو مراقبة المباني كمدققين في كل من القطاعين العام والخاص (مفتشون معتمدون)، ولكن تُستخدم تلك القوانين أيضًا لأغراض شتى من قِبل مفتشي السلامة وعلماء البيئة ومطوري العقارات وكذلك المتعاقدين والمتعاقدين من الباطن ومصنعي منتجات ومواد البناء وشركات التأمين وأيضًا مديري المرافق والعقارات المؤجرة وغيرهم.
وغالبًا ما يحتوي قانون البناء نفسه على قوانين أو مواد إضافية تملي شروطًا أكثر تحديدًا تنطبق على المساكن وغيرها من الأجسام المشيدة لأغراض خاصة مثل المظلات وممرات المشاة وأماكن انتظار السيارات وهوائيات أجهزة التليفزيون والراديو.

## أنواع قوانين البناء

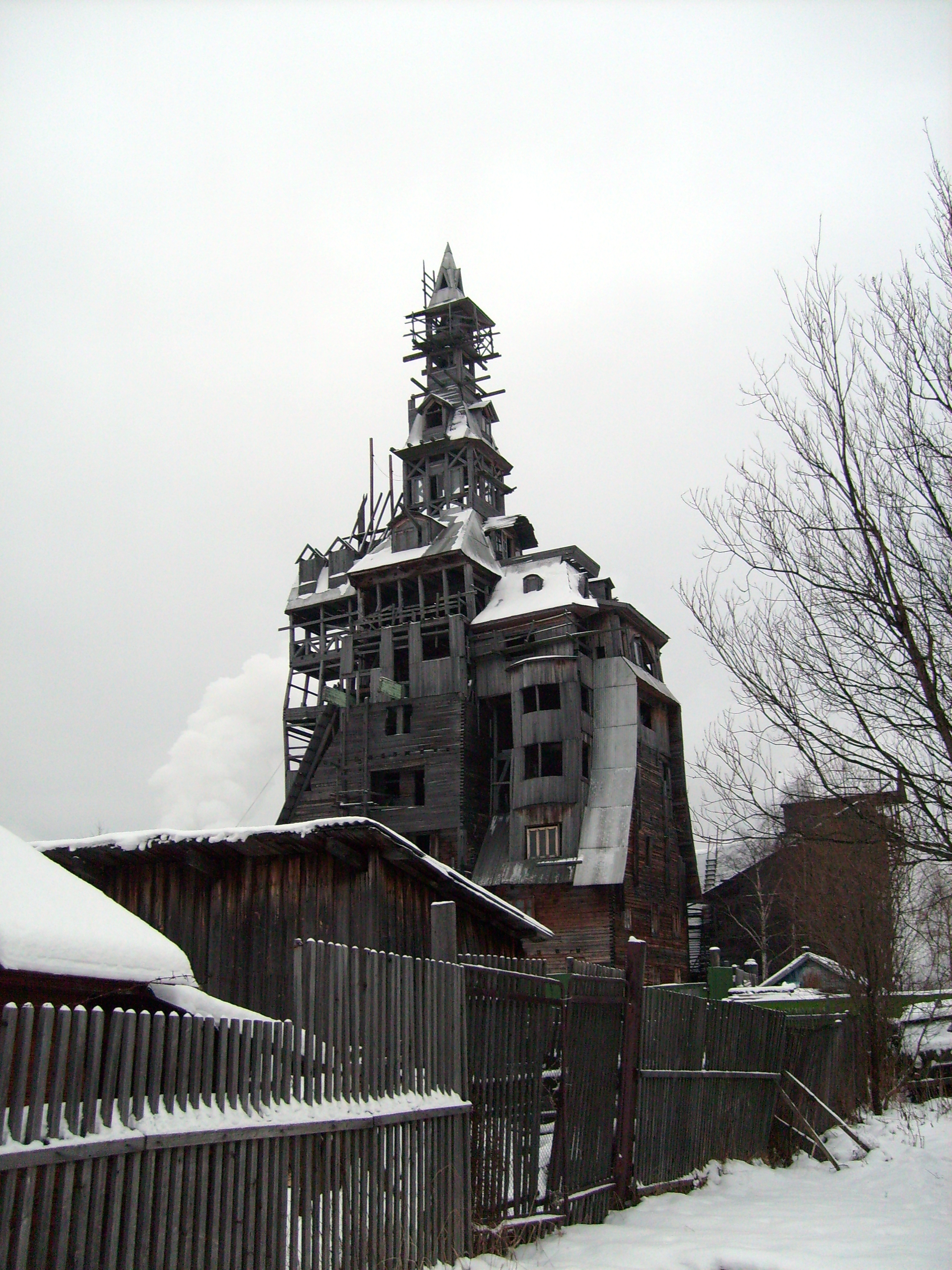
"ناطحة سحاب سوتياجين" (Небоскрёб Сутягина) - يُعتقد بأنه أطول منزل خشبي في جميع أنحاء العالم والذي تقطن فيه عائلة واحدة - وُجد أنه مخالفًا لمدونة قواعد السلامة من الحرائق المعمول بها في مدينة أرخانجيلسك بروسيا، وتمت إزالته.

ويختلف أسلوب ممارسة تطوير قوانين البناء واعتمادها وتطبيقها بدرجة كبيرة بين مختلف الدول. وفي بعض الدول تطور الوكالات الحكومية أو منظمات المعايير شبه الحكومية قوانين البناء ثم يتم تطبيق هذه القوانين داخل الدولة بواسطة الحكومة المركزية. وتُعرف هذه القوانين باسم قوانين البناء الدولية (بمعنى أنها تستوجب التطبيق الإلزامي في أرجاء الدولة).
وفي دول أخرى، حيث يُناط بسلطة تنظيم قواعد السلامة الخاصة بالبناء والسلامة من الحرائق إلى السلطات المحلية، يُطبق نظام قانون البناء النموذجي. ولا تتمتع قوانين البناء النموذجي بصفة قانونية إلا إذا تم اعتمادها أو تعديلها من قبل سلطة لها اختصاص. ويعمل مطورو هذه القوانين النموذجية على حث السلطات العامة على الإشارة إلى القوانين النموذجية في القوانين الخاصة بهم والقرارات واللوائح والأوامر الإدارية لديهم. وبالإشارة إلى تلك القوانين في أي مستند قانوني، يصبح القانون النموذجي قانونًا ملزمًا. تُعرف هذه الممارسة باسم الاعتماد بالتذييل المرجعي. عندما تقرر السلطة التي اعتمدت القانون النموذجي حذفه أو الإضافة له أو مراجعة أي جزء منه، فعادةً ما يتطلب ذلك الأمر من مطور القانون النموذجي اتباع إجراء الاعتماد الرسمي الذي يمكن من خلاله توثيق هذه التعديلات لأغراض قانونية.
وهناك بعض الحالات التي اختارت فيها بعض الولايات القضائية المحلية أن تطور قوانين البناء الخاصة بها. وفي فترة زمنية معينة كانت لكل المدن الكبرى في الولايات المتحدة قوانين البناء الخاصة بها. على الرغم من ذلك ونظرًا للتعقيد المتزايد والتكلفة المتزايدة اللازمين من أجل تطوير اللوائح المتعلقة بالبناء، اختارت جميع البلديات بالدولة تقريبًا اعتماد القوانين النموذجية بدلاً من ذلك. على سبيل المثال، في عام 2008 تخلت مدينة نيويورك عن قانون البناء في مدينة نيويورك لعام 1968 واستبدلته بإصدار مفصل من قانون البناء الدولي. وتظل مدينة شيكاغو هي البلدية الوحيدة في أمريكا التي لا تزال تستخدم قانون بناء كانت قد طورته المدينة بذاتها كجزء من القانون البلدي لشيكاغو.
وفي أوروبا يعد الكود الأوروبي هو قانون البناء المعمول بموجبه في جميع أنحاء أوروبا والذي طغى على قوانين البناء الوطنية القديمة. ولدى كل دولة الآن «مرفق للدولة» كي تقوم بتوطين محتويات الكود الأوروبي.
وبالمثل كما هو في الهند، لدى كل سلطة تطوير ببلدية ومنطقة حضرية قانون البناء الخاص بها، وهو إلزامي فيما يتعلق بكل عمليات التشييد ضمن نطاق ولاية الاختصاص التي تنتمي إليها. وتختلف قوانين البناء المحلية كافة عن قانون البناء الدولي، والذي يعمل كقانون نموذجي يُظهر المبادئ التوجيهية التي تهدف إلى تنظيم نشاط تشييد المباني.

## النطاق
تشتمل قوانين المباني بشكل عام على:
- القواعد المتعلقة بتأثير انتظار السيارات والمرور
- قواعد مدونة السلامة من الحرائق لضمان الإخلاء الآمن في حال نشوب حريق
- متطلبات مقاومة الزلازل والأعاصير والزوابع والفيضانات والتسونامي وعلى وجه الخصوص في المناطق المعرضة للكوارث أو المباني الضخمة والتي يعد الخطأ بها كارثة مأساوية.
- متطلبات استخدامات المباني ذات الأغراض الخاصة (على سبيل المثال، تخزين المواد سريعة الاشتعال أو إسكان أعداد هائلة من الأشخاص)
- أحكام استخدام الطاقة والاستهلاك
- أحكام الحقوق المكتسبة: ما لم يتم تجديد المبنى، فلا يُعمل بقانون البناء عادةً على المباني القائمة ولا ينطبق عليها.
- المواصفات على المكونات
- طرق التركيب المسموح بها
- الحد الأدنى لمساحات الغرف والحد الأقصى لها وقياسات المخارج والمواقع
- مدى تأهيل الأفراد أو الشركات التي تؤدي هذا العمل
- في حال الأبنية المرتفعة، يلزم علامات مضادة لتصادم الطائرات

وتنفصل قوانين البناء بشكل عام عن قرارات التقسيم ولكن قد تقع القيود الخارجية (مثل عمليات ارتداد المباني) ضمن أي من الفئتين.

## التوجيه مقابل الأداء
هذه المتطلبات عادةً ما تكون عبارة عن مجموعة من المتطلبات التوجيهية التي توضح تحديدًا كيفية القيام بالشيء كما توضح متطلبات الأداء التي تحدد بالضبط الحد المطلوب من مستوى الأداء أما بشأن كيفية التنفيذ فيُترك الأمر إلى صاحب التصميم. وعلى مر التاريخ كانت هذه المتطلبات تفاعلية جدًا ففي حالة حدوث مشكلة ما تتغير قوانين البناء لضمان عدم تكرار المشكلة مرة أخرى. وفي السنوات الحالية كانت هناك نقلة بين كثير من قوانين البناء للانتقال إلى متطلبات تنطوي على توجيه أكثر وأداء أقل.
وكالمعتاد كانت قوانين البناء بوجه عام عبارة عن مجموعات من القواعد القصيرة وغير المعقدة وكانت عمومًا تشتمل على الإشارة إلى مئات من القوانين الأخرى، والمعايير والمبادئ التوجيهية التي تحدد تفاصيل المكون أو تصميم النظام أو تحدد متطلبات اختبار المكون أو تستعرض الممارسة الهندسية الجيدة. تطلبت هذه القوانين المفصلة قدرًا كبيرًا من التخصص لتفسيرها، وفرضت قيودًا بدرجة كبيرة على التغيير والابتكار فيما يتعلق بتصميم المباني. في السنوات الأخيرة، انتقلت دول كثيرة بدءًا من أستراليا، نحو قوانين مبانٍ أقصر بكثير تستند إلى أهداف. وتدرج هذه القوانين الهادفة، إضافة إلى وصف تفاصيل محددة، سلسلة من الأهداف يجب أن تتحقق بجميع المباني بينما لم تقرر كيفية تحقيق هذه الأهداف. وينبغي على المصممين عند التقدم لطلب ترخيص لبناء ما أن يوضحوا كيف سيحققون تلك الأهداف.

## معلومات تاريخية

### العصور القديمة
لقوانين البناء قصة طويلة. ورد القانون الذي تم قبوله بوجه عام باعتباره قانون البناء الأول في قانون حمورابي والذي أقر بما يلي:
- 229. إذا بنى أحد البنائين منزلًا لأحد الأشخاص، وشيده بطريقة غير صحيحة، وانهار المنزل الذي بناه مما أسفر عن قتل مالكه، يُحكم على هذا البنّاء بالإعدام.
- 230. إذا ما أسفر الانهيار عن مقتل ابن المالك، فيُحكم على ابن البنّاء بالإعدام.
- 231. وإذا ما قتل عبدًا للمالك، فعليه أن يأتي بعبد لمالك المنزل مقابل العبد الذي قُتل.
- 232. إذا ما أسفر الانهيار عن تدمير بضائع، يتوجب عليه دفع تعويض عن كل ما تحطم، ونظرًا لعدم قيامه ببناء المنزل بطريقة صحيحة مما أدى إلى سقوطه، فيتعين عليه إعادة بناءه على نفقته الخاصة.
- 233. إذا قام أحد البنائين ببناء منزل لأحد الأشخاص، حتى ولو لم يكن البناء قد اكتمل بعد وبدت الجدران مائلة، يتعين على البنّاء جعل الجدران صلبة على نفقته الخاصة.

ونص قانون موسى على متطلبات معينة بخصوص التشييد والتي تعد أيضًا شكلاً مبكرًا من أشكال قانون البناء. ينص كتاب التوراة سفر التثنية، الفصل 22 المقطع 8، على:
- «إذا قمت ببناء منزل جديد عليك بناء حاجز للسطح حتى لا تحمل فوق منزلك ذنب القتل إذا ما سقط أحد من فوقه.»

### قوانين البناء لعام 45 في القرن التاسع عشر
أسفرت التغيرات الهائلة التي حدثت في المجتمعات في أوروبا والثورة الصناعية ونهاية العبوديةفي الولايات المتحدة والهجرة إلى الولايات المتحدة عن سن عدد من قوانين البناء أثناء القرن التاسع عشر.
وقد سن قانون البناء الأول في بالتيمور عام 1859. ونشب حريق بالتيمور الكبير في 1904. وبعدها أجريت تغيرات لاحقة تتوافق مع المدن الأخرى. شهد عام 1904 صدور دليل خاص بقوانين البناء في مدينة بالتيمور. واستخدم كقانون للبناء لمدة أربع سنوات. وسرعان ما تمت صياغة قانون بناء رسمي وتم اعتماده أخيرًا في عام 1908.

#### فرنسا
في باريس، كانت قد شيدت مجموعات كبيرة من الشقق في ظل الإمبراطورية الثانية (1852–70). وكان ارتفاع البنايات محدودًا بموجب القانون، حيث كان عدد الطوابق لا يتجاوز خمسة أو ستة طوابق على الأكثر.

#### ألمانيا والنمسا
وفي ألمانيا والنمسا فقد اتبعتا الخطة الفرنسية بشكل عام.

#### المملكة المتحدة
كانت أهم القوانين التي تم تشريعها من ذلك النوع في المملكة المتحدة قانون البناء في لندن لعام 1844 وقانون الصحة العامة 1875. أُنشئ مكتب التجمع الحضري للأبنية في عام 1845.

### الولايات المتحدة
يتم تطوير قوانين البناء الرئيسية في الولايات المتحدة من خلال مجلس القانون الدولي (ICC) والذي يضم 14 مجموعة من القوانين الدولية، أو قوانين- د، بما يشتمل على قانون البناء الدولي (IBC) وقانون الإسكان الدولي ومدونة السلامة من الحرائق والقانون الدولي للحفاظ على الطاقة وقانون السباكة الدولي، وقانون الميكانيكا الدولي وغير ذلك من القوانين.